# 三脉钝叶黄芩
三脉钝叶黄芩（学名：Scutellaria obtusifolia var. trinervata）为唇形科黄芩属下的一个变种。

## 形态特征
草本或亚灌木，稀灌木，匍匍上升或披散至直立；茎叶常具齿，或羽状分裂或极全缘，苞叶与茎叶同形或向上成苞片；花腋生，对生或上部者有时互生，组成顶生或侧生总状或穗状花序，有时远离而不明显成花序；花萼钟形，背腹压扁，二唇形，唇片在果时闭合，最终沿缝合线开裂达萼基部成为不等大两裂片，上裂片脱落而下裂片宿存，有时两裂片均不脱落或一同脱落，上裂片在背上有一个盾片或无盾片而明显呈囊状突起；花冠筒伸出，前方基部膝曲呈囊状或囊状距，内无毛环；冠檐二唇形，上唇盔状，下唇3裂，中裂片宽而扁平。

## 扩展阅读
- 維基物種上的相關：三脉钝叶黄芩